# Eupodotis
Az Eupodotis a madarak (Aves) osztályának túzokalakúak (Otidiformes) rendjébe és a túzokfélék (Otitidae) családjába tartozó nem.

## Rendszerezésük
A nemet René Primevère Lesson francia orvos és ornitológus írta le 1839-ben, az alábbi fajok tartoznak ide:
- szenegáli túzok vagy fehérhasú túzok (Eupodotis senegalensis)
- kék túzok (Eupodotis caerulescens)
- feketenyakú túzok vagy Vigors-túzok (Eupodotis vigorsii[2] vagy Heterotetrax vigorsii)[1]
- Rüppell-túzok (Eupodotis rueppellii[2] vagy Heterotetrax rueppelii)[1]
- szomáli túzok (Eupodotis humilis[2] vagy Heterotetrax humilis)[1]